# Коль Гитарт, Франсиско
Святой Франсиско Коль Гитарт (кат. Francesc Coll i Guitart, исп. Francisco Coll Guitart; 18 мая 1812[…], Гомбрен — 2 апреля 1875[…], Вик) — католический святой, священник доминиканского ордена, создатель конгрегации доминиканских сестёр Благовещения Девы Марии.

## Биография
Родился 18 мая 1812 года в Гомбрене (Каталония). Был десятым ребёнком в глубоко религиозной семье Педро Коля и Магдлены Гитарт. В 10 летнем возрасте начал учёбу при семинарии каталонского города Вик. В молодости подружился со святым Антонио Мария Кларетом.
В 1822 году Франсиско поступил в семинарию. Это был нелёгкий выбор, учитывая резко выросший в Испании антиклерикализм, в том числе во властных кругах. В семинарии Франсиско увлёкся доминиканскими идеями и стал мечтать о вступлении в орден проповедников. До 1830 года он продолжал обучение в семинарии, однако осенью 1830 года, не приняв рукоположения, вступил в новициат доминиканского монастыря в Жероне. Принеся через год обеты, он остался в монастыре, где скоро завоевал уважение своей образованностью, благочестивостью и твёрдостью в вере.
4 апреля 1835 года он был рукоположён в сан диакона. Начавшиеся в это время карлистские гражданские войны привели к тому, что противостоявшие карлистам власти, которые видели в духовенстве и монашестве опору карлистов, закрыли почти все монастыри и изгнали оттуда монахов. Монастырь доминиканцев в Жироне был закрыт через пару месяцев после диаконского рукоположения Франсиско. Репрессии не заставили его отказаться от выбранного пути. 28 марта 1836 года он был рукоположён во священники в Сольсоне.
В период с 1839 по 1850 год Франсиско Коль Гитарт посвятил себя проповеднической и катехизационной деятельности, а также уходу за бедными и больными. В 1850 году он был назначен руководителем Третьего доминиканского ордена в Каталонии. В том же году Франсиско Коль Гитарт добился повторного открытия монастыря в Жироне, который стал центром его деятельности. В 1854 году он и его соратники внесли большой вклад в борьбу с эпидемией холеры. В 1856 году основал женскую монашескую конгрегацию доминиканских сестёр Благовещения Девы Марии. К моменту смерти святого в 1875 году конгрегация выросла до 50 общин по всей Испании, несмотря на враждебность властей к религии и монашеству.
В 1869 году ослеп, но не перестал проповедовать в различных городах Каталонии. Скончался 2 апреля 1875 года.

## Прославление
Франсиско Коль Гитарт был беатифицирован папой Иоанном Павлом II 27 сентября 1979 года и канонизирован папой Бенедиктом XVI 11 октября 2009 года.
День памяти — 2 апреля.